# Artocarpus
Артокарпус (Artocarpus) — рід рослин родини шовковицеві (Moraceae).
Відомі представники:
- Хлібне дерево (Artocarpus altilis)
- Джекфрут (Artocarpus heterophyllus)

| Гібіскус | Це незавершена стаття про квіткові рослини. Ви можете допомогти проєкту, виправивши або дописавши її. |